# Международные стандарты аудита
Международные стандарты аудита (МСА) (англ. International Standards on Auditing (ISA)) — международные профессиональные стандарты для осуществления аудиторской деятельности. Они издаются Международной федерацией бухгалтеров через Комитет по международным стандартам аудита и подтверждения достоверности информации. На основе международных стандартов в Российской Федерации разработана часть Федеральных правил (стандартов) аудиторской деятельности, регламентирующих аудиторскую деятельность на её территории. В соответствии с приказом Минфина от 26.09.2017 N 147н с 01.01.2018 федеральные стандарты аудиторской деятельности утратили силу.

## Список стандартов

### Вводные аспекты
- Предисловие к международным стандартам контроля качества, аудита, обзорных проверок. прочих заданий по подтверждению достоверности информации и сопутствующих услуг
- Глоссарий терминов
- Международные стандарты контроля качества (МСКК)

### 200—299 общие принципы и Обязанности
- МСА 200 «Основные цели независимого аудитора и проведение аудита в соответствии с МСА»
- МСА 210 «Согласование условий аудиторского задания»
- МСА 220 «Контроль качества аудита финансовой отчетности»
- МСА 230 «Аудиторская документация»
- МСА 260 «Информационное взаимодействие с представителями собственника»
- МСА 265 «Доведение информации о недостатках в системе внутреннего контроля для представителей собственника и руководства организации»

### 300—499 Оценка рисков и противодействие выявленным рискам
- МСА 300 «Планирование аудита финансовой отчетности»
- МСА 315 «Выявление и оценка рисков существенного искажения через изучение деятельности и коммерческого окружения организации»
- МСА 320 «Существенность в планировании и проведении аудита"
- МСА 330 «Аудиторские мероприятия по противодействию выявленным рискам»
- МСА 402 «Особенности аудита предприятия, пользующегося услугами обслуживающей организации»
- МСА 450 «Оценка искажений, выявленных в ходе аудита»

### 500—599 Аудиторские доказательства
- МСА 501 «Аудиторские доказательства — особенности оценки отдельных статей»
- МСА 505 «Подтверждение из внешних источников»
- МСА 510 «Первичное аудиторское задание — начальные сальдо»
- МСА 520 «Аналитические процедуры»
- МСА 530 «Аудиторская выборка»
- МСА 540 (пересмотренный) «Аудит расчетных оценок, в том числе оценок по справедливой стоимости, и связанной с ними раскрываемой информации» — Введен в действие на территории Российской Федерации приказом Минфина от 30 декабря 2020 г. N 335Н[1]
- МСА 550 «Связанные стороны»
- МСА 560 «Последующие события»
- МСА 570 «Допущение о непрерывности деятельности организации»
- МСА 580 «Письменные представления»

### 600—699 Использование услуг других лиц
- МСА 600 «Особые аспекты: аудит финансовой отчетности группы (включая работу аудиторов подразделений)»
- МСА 610 «Использование внутренних аудиторов»
- МСА 620 «Использование привлеченных экспертов аудитора»

### 700—799 Аудиторские выводы и заключения[2]
- МСА 700 (пересмотренный) «Формирование мнения и составление заключения о финансовой отчетности»
- МСА 701 «Информирование о ключевых вопросах аудита в аудиторском заключении»
- МСА 705 «Виды модифицированного аудиторского заключения»
- МСА 706 «Пояснительный раздел и раздел "прочие вопросы" аудиторского заключения»
- МСА 710 «Сравнительные данные: сравнительные показатели и сравнительная финансовая отчетность»
- МСА 720 «Ответственность аудитора за прочую информацию в документах, содержащих аудированную финансовую отчетность»

### 800—899 Особые аспекты
- МСА 800 «Особые аспекты: аудит финансовой отчетности, подготовленный в соответствии с принципами специального назначения»
- МСА 805 «Особые аспекты: аудит отдельных финансовых отчетов, конкретных элементов, счетов и статей финансового отчета»
- МСА 810 «Задания по составлению заключения по обобщенной финансовой отчетности»